# Font del Pere Negre
La Font del Pere Negre és una surgència del terme municipal de Monistrol de Calders, al Moianès.
Està situada a 463 metres d'altitud, a l'esquerra de la riera de Sant Joan, a migdia del Camp del Xei i al peu dels horts de la Baga del Solà. És a prop i a llevant del poble de Monistrol de Calders i uns 45 metres a ponent de la Font del Reig, als peus del mateix marge.